# Scheena Donia
 (décembre 2021).
Pour les articles homonymes, voir Donia.
Scheena Donia est une entrepreneuse, consultante en image et aussi auteure de livres et de bandes dessinées.

## Biographie

### Enfance
Scheena Donia est originaire du Gabon.

### Carrière
Scheena Donia est consultante en image.
Elle a écrit : Et si maman m'avait dit.
En 2021, elle écrit : C'est maman qui commande,.